# WWE Women's Championship (1956-2010)

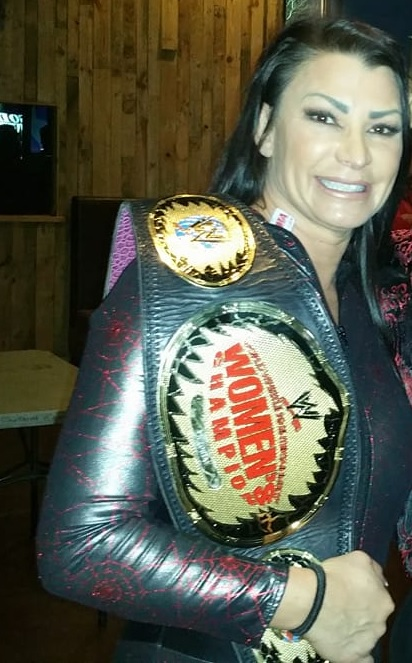
Victoria con la cintura

Il WWE Women's Championship è stato un titolo di wrestling femminile di proprietà della World Wrestling Federation/Entertainment, creato il 19 maggio 1984 e ritirato il 19 settembre 2010.
Il titolo non va confuso con la versione omonima creata il 3 aprile 2016. I due titoli non condividono la stessa storia.

## Storia

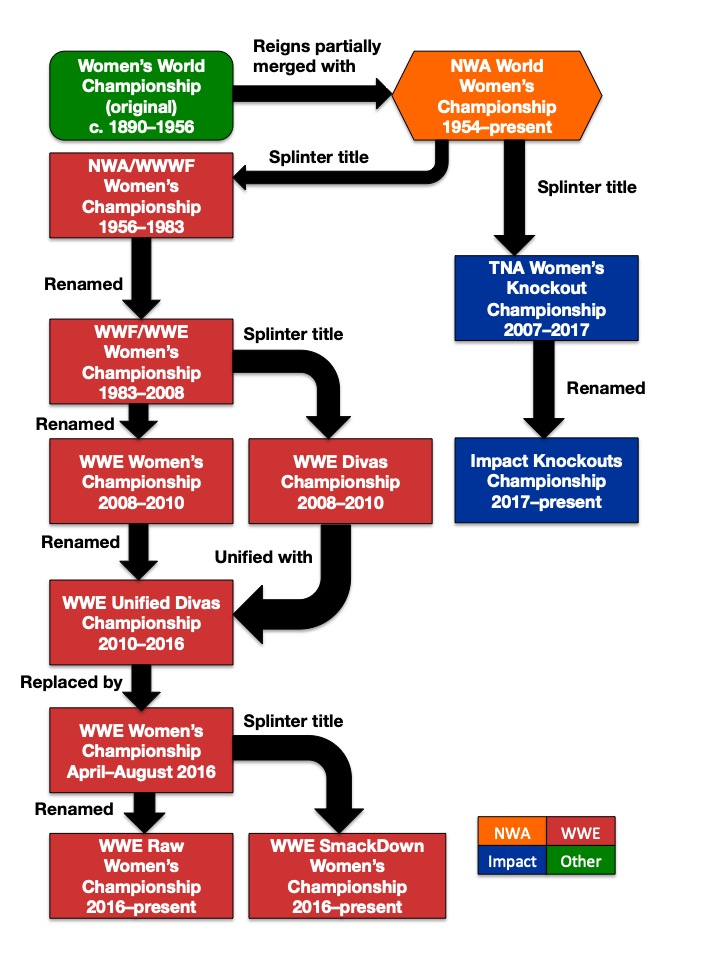
Un diagramma che mostra l'evoluzione di diversi titoli femminili di wrestling, incluso il WWE Women's Championship

Il 15 settembre 1956 The Fabulous Moolah, vinse l'NWA Women's Championship sconfiggendo Judy Grable nella finale di un torneo indetto per l'occasione. Nel 1983 Moolah, che possedeva i diritti del titolo, lo vendette a Vince McMahon che lo adottò nella sua federazione e lo rinominò WWF Women's Championship.
La cintura fu al centro di critiche nel 1995, quando l'allora campionessa Alundra Blayze lasciò la federazione per accasarsi alla rivale World Championship Wrestling: nel corso di una puntata di Monday Nitro la donna gettò la cintura in un bidone della spazzatura; il titolo non fu più difeso fino al 1998, quando fu reso nuovamente attivo.
Nel tardo 2002, il Women's Championship fu assegnato al roster di Raw. Il 19 settembre 2010 il titolo viene definitivamente unificato con il Divas Championship da Michelle McCool a Night of Champions. Il 3 aprile 2016, a WrestleMania 32, venne introdotto da Lita un nuovo titolo femminile, in sostituzione del Divas Championship, il WWE Women's Championship, che tuttavia non è da considerarsi come una continuazione del vecchio titolo ma come un titolo nuovo.
The Fabulous Moolah mantenne il titolo per quasi ventotto anni combattendo pochissimi match a causa dello scarso interesse da parte del mondo del wrestling verso quella cintura. Anche se dal 1956 al 1978 il titolo è appartenuto all'NWA, dove Moolah ha perso il titolo quattro volte, quando il titolo è passato alla WWF non sono stati riconosciuti i cambi di titolo di campionessa.

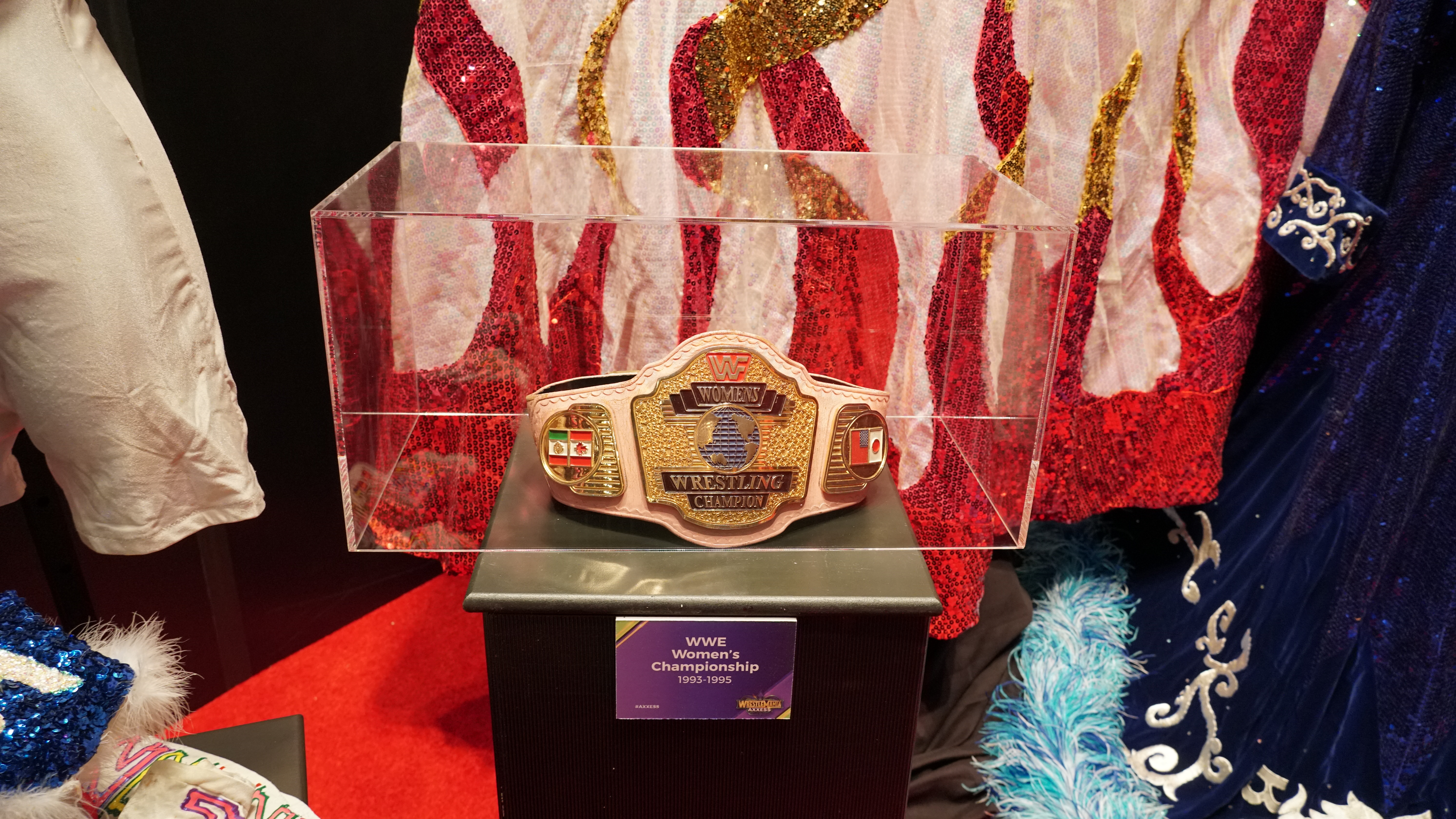
Il design della cintura dal 1993 al 1995

### Cintura
L'ultimo design del titolo era molto semplice e la placca centrale dorata era di forma ovale, con la scritta "Women's Champion" ("Campionessa delle donne") in rosso, mentre la cintura era di cuoio nero. Ai lati della cintura, c'erano due placche ovali dorate con un planisfero azzurro nel mezzo e il logo della WWF prima e la WWE poi al centro.

## Nomi
| Nome                           | Anno                               |
| ------------------------------ | ---------------------------------- |
| NWA World Women's Championship | 18 settembre 1956 – 19 maggio 1984 |
| WWF Women's Championship       | 19 maggio 1984 – 10 maggio 2002    |
| WWE Women's Championship       | 10 maggio 2002 – 19 settembre 2010 |

## Albo d'oro
| #                             | Campionessa                | Regno | Data              | Giorni | Località                              | Evento                        | Note | Fonti |
| ----------------------------- | -------------------------- | ----- | ----------------- | ------ | ------------------------------------- | ----------------------------- | --- | ----- |
| National Wrestling Alliance   |                            |       |                   |        |                                       |                               | |       |
| 1                             | The Fabulous Moolah        | 1     | 18 settembre 1956 | 3.651  | Baltimora, Maryland                   | Live event                    | Il regno di Moolah è l'unico ufficialmente riconosciuto fino al 1984 con 10.170 giorni di regno. Il titolo era noto anche come NWA World Women's Championship (attualmente esistente) fino al 1984, quando venne rinominato WWF Women's Championship. Questo regno è il più lungo nella storia del wrestling considerando tutte le federazioni e divisioni mai esistite.           |       |
| —                             | Bette Boucher              | 1†    | 17 settembre 1966 | 16     | Seattle, Washington                   | Live event                    | |       |
| —                             | The Fabulous Moolah        | 2†    | 3 ottobre 1966    | 524    | Vancouver                             | Live event                    | |       |
| —                             | Yukiko Tomoe               | 1†    | 10 marzo 1968     | 23     | Osaka                                 | Live event                    | |       |
| —                             | The Fabulous Moolah        | 3†    | 2 aprile 1968     | 2.862  | Hamamatsu                             | Live event                    | |       |
| —                             | Sue Green                  | 1†    | 2 febbraio 1976   | 32     | Dallas, Texas                         | Live Event                    | Regno non riconosciuto dalla NWA. |       |
| —                             | The Fabulous Moolah        | 4†    | 5 marzo 1976      | 947    | Dallas, Texas                         | Live Event                    | Il regno di Moolah dal 1968 al 1978 è stato ritenuto continuo. |       |
| —                             | Evelyn Stevens             | 1†    | 8 ottobre 1978    | 2      | Dallas, Texas                         | Live event                    | |       |
| —                             | The Fabulous Moolah        | 5†    | 10 ottobre 1978   | 2.112  | Fort Worth, Texas                     | Live event                    | |       |
| World Wrestling Federation    |                            |       |                   |        |                                       |                               | |       |
| 2                             | Wendi Richter              | 1     | 23 luglio 1984    | 210    | New York                              | The Brawl to End It All       | |       |
| 3                             | Leilani Kai                | 1     | 18 febbraio 1985  | 41     | New York                              | The War to Settle the Score   | In onda il 5 marzo 1985 su Prime Time Wrestling. |       |
| 4                             | Wendi Richter              | 2     | 31 marzo 1985     | 239    | New York                              | WrestleMania I                | |       |
| 5                             | The Spider Lady            | 2(6)  | 25 novembre 1985  | 220    | New York                              | Live event                    | The Fabulous Moolah combatté sotto il nome The Spider Lady. Questo fu lo screwjob originale. |       |
| 6                             | Velvet McIntyre            | 1     | 3 luglio 1986     | 6      | Brisbane                              | Live event                    | |       |
| 7                             | The Fabulous Moolah        | 3(7)  | 9 luglio 1986     | 380    | Sydney                                | Live event                    | |       |
| 8                             | Sensational Sherri         | 1     | 24 luglio 1987    | 441    | Houston, Texas                        | Live event                    | |       |
| 9                             | Rockin' Robin              | 1     | 7 ottobre 1988    | 502    | Parigi                                | Prime Time Wrestling          | In onda l'8 novembre 1988. |       |
| —                             | Disattivato                | —     | 21 febbraio 1990  | —      | —                                     | —                             | Il titolo venne reso inattivo. |       |
| 10                            | Alundra Blayze             | 1     | 13 dicembre 1993  | 342    | Poughkeepsie, New York                | All American Wrestling        | Alundra sconfisse Heidi Lee Morgan nella finale di un torneo per la riassegnazione del titolo. In onda il 26 dicembre 1993. |       |
| 11                            | Bull Nakano                | 1     | 20 novembre 1994  | 134    | Tokyo                                 | Big Egg Wrestling Universe    | |       |
| 12                            | Alundra Blayze             | 2     | 3 aprile 1995     | 146    | Poughkeepsie, New York                | Raw                           | |       |
| 13                            | Bertha Faye                | 1     | 27 agosto 1995    | 57     | Pittsburgh, Pennsylvania              | SummerSlam                    | |       |
| 14                            | Alundra Blayze             | 3     | 23 ottobre 1995   | 51     | Brandon                               | Raw                           | |       |
| —                             | Disattivato                | —     | 13 dicembre 1995  | —      | —                                     | —                             | Il titolo fu reso vacante quando la Blayze fu licenziata. Ella passò alla World Championship Wrestling, e durante la puntata di Nitro del 18 dicembre 1995 gettò il titolo in un bidone della spazzatura. |       |
| 15                            | Jacqueline                 | 1     | 15 settembre 1998 | 61     | Sacramento, California                | Raw                           | Jacqueline sconfisse Sable in un match per la riassegnazione del titolo. In onda il 21 settembre 1998. |       |
| 16                            | Sable                      | 1     | 15 novembre 1998  | 176    | St. Louis, Missouri                   | Survivor Series               | Shane McMahon era l'arbitro speciale. |       |
| 17                            | Debra                      | 1     | 10 maggio 1999    | 29     | Orlando, Florida                      | Raw                           | In un Evening Gown match. Sable sconfisse Debra ma il Commissioner Shawn Michaels stabilì che Debra aveva vinto l'incontro poiché aveva perso il vestito e venne quindi premiata con il titolo. |       |
| 18                            | Ivory                      | 1     | 8 giugno 1999     | 131    | Worchester, Massachusetts             | Raw                           | In onda il 14 giugno 1999. |       |
| 19                            | The Fabulous Moolah        | 4(8)  | 17 ottobre 1999   | 8      | Cleveland, Ohio                       | No Mercy                      | |       |
| 20                            | Ivory                      | 2     | 25 ottobre 1999   | 48     | Providence, Rhode Island              | Raw                           | |       |
| 21                            | The Kat                    | 1     | 12 dicembre 1999  | 50     | Sunrise, Florida                      | Armageddon                    | In un Fatal 4-Way Evening Gown Pool match che includeva anche Jaqueline e B.B. con The Fabulous Moolah e Mae Young come arbitri speciali. |       |
| 22                            | Hervina                    | 1     | 31 gennaio 2000   | 1      | Pittsburgh, Pennsylvania              | Raw                           | In un Lumberjill Snowbunny match. Hervina era in realtà Harvey Wippleman travestito da donna, ed è ricordato come il primo ed unico uomo ad aver vinto il titolo femminile. |       |
| 23                            | Jacqueline                 | 2     | 1º febbraio 2000  | 56     | Detroit, Michigan                     | SmackDown!                    | |       |
| 24                            | Stephanie McMahon-Helmsley | 1     | 28 marzo 2000     | 146    | San Antonio, Texas                    | SmackDown!                    | |       |
| 25                            | Lita                       | 1     | 21 agosto 2000    | 71     | Lafayette, Louisiana                  | Raw                           | The Rock era l'arbitro speciale. |       |
| 26                            | Ivory                      | 3     | 31 ottobre 2000   | 152    | Rochester, New York                   | SmackDown!                    | In un Fatal 4-Way match che comprendeva anche Jacqueline e Trish Stratus. |       |
| 27                            | Chyna                      | 1     | 1º aprile 2001    | 214    | Houston, Texas                        | WrestleMania X-Seven          | |       |
| —                             | Vacante                    | —     | 1º novembre 2001  | —      | —                                     | —                             | Reso vacante dopo che Chyna abbandonò la WWF. |       |
| 28                            | Trish Stratus              | 1     | 18 novembre 2001  | 78     | Greensboro, Carolina del Nord         | Survivor Series               | Trish sconfisse Ivory, Jacqueline, Jazz, Lita e Molly Holly in un Six-Pack Challenge match per la riassegnazione del titolo. |       |
| 29                            | Jazz                       | 1     | 4 febbraio 2002   | 98     | Las Vegas, Nevada                     | Raw                           | Il 15 marzo 2002, a seguito della Draft Lottery, il roster venne diviso in due brand separati, Raw e SmackDown!, e i titoli vennero smistati tra i due brand, eccetto il WWF Women's Championship e l'Undisputed WWF Championship, che vennero difesi in entrambi i brand e rispettivi programmi televisivi. Il 6 maggio 2002 il titolo venne rinominato WWE Women's Championship. |       |
| World Wrestling Entertainment |                            |       |                   |        |                                       |                               | |       |
| 30                            | Trish Stratus              | 2     | 13 maggio 2002    | 41     | Toronto                               | Raw                           | In un Hardcore Mixed Tag Team match in cui era in palio anche il WWE Hardcore Championship di Steven Richards. Stratus e Bubba Ray Dudley vinsero i rispettivi titoli. |       |
| 31                            | Molly Holly                | 1     | 23 giugno 2002    | 91     | Columbus, Ohio                        | King of the Ring              | |       |
| 32                            | Trish Stratus              | 3     | 22 settembre 2002 | 56     | Los Angeles, California               | Unforgiven                    | Il titolo diventa un'esclusiva di Raw nella puntata di SmackDown! del 26 settembre 2002. |       |
| 33                            | Victoria                   | 1     | 17 novembre 2002  | 133    | New York                              | Survivor Series               | In un Hardcore match. |       |
| 34                            | Trish Stratus              | 4     | 30 marzo 2003     | 28     | Seattle, Washington                   | WrestleMania XIX              | In un Triple Threat match che includeva anche Jazz. |       |
| 35                            | Jazz                       | 2     | 27 aprile 2003    | 64     | Worcester, Massachusetts              | Backlash                      | |       |
| 36                            | Gail Kim                   | 1     | 30 giugno 2003    | 28     | Buffalo, New York                     | Raw                           | In una Seven-Woman Battle Royal che includeva: Ivory, Jaqueline, Molly Holly, Trish Stratus e Victoria. |       |
| 37                            | Molly Holly                | 2     | 28 luglio 2003    | 210    | Colorado Springs, Colorado            | Raw                           | |       |
| 38                            | Victoria                   | 2     | 23 febbraio 2004  | 111    | Omaha, Nebraska                       | Raw                           | In un Fatal 4-Way Elimination match che includeva anche Jazz e Lita. |       |
| 39                            | Trish Stratus              | 5     | 13 giugno 2004    | 176    | Columbus, Ohio                        | Bad Blood                     | In un Fatal 4-Way match che includeva anche Lita e Gail Kim. |       |
| 40                            | Lita                       | 2     | 6 dicembre 2004   | 34     | Charlotte, Carolina del Nord          | Raw                           | |       |
| 41                            | Trish Stratus              | 6     | 9 gennaio 2005    | 448    | San Juan                              | New Year's Revolution         | |       |
| 42                            | Mickie James               | 1     | 2 aprile 2006     | 134    | Rosemont, Illinois                    | WrestleMania 22               | |       |
| 43                            | Lita                       | 3     | 14 agosto 2006    | 34     | Charlottesville, Virginia Occidentale | Raw                           | |       |
| 44                            | Trish Stratus              | 7     | 17 settembre 2006 | 1      | Toronto                               | Unforgiven                    | |       |
| —                             | Vacante                    | —     | 18 settembre 2006 | —      | Montréal                              | Raw                           | Reso vacante per il ritiro di Trish Stratus. |       |
| 45                            | Lita                       | 4     | 5 novembre 2006   | 21     | Cincinnati, Ohio                      | Cyber Sunday                  | Lita sconfisse Mickie James in un Lumberjill match per la riassegnazione del titolo. |       |
| 46                            | Mickie James               | 2     | 26 novembre 2006  | 85     | Philadelphia, Pennsylvania            | Survivor Series               | |       |
| 47                            | Melina                     | 1     | 19 febbraio 2007  | 64     | Bakersfield, California               | Raw                           | |       |
| 48                            | Mickie James               | 3     | 24 aprile 2007    | <1     | Parigi                                | House show                    | In un Triple Threat match che includeva anche Victoria. |       |
| 49                            | Melina                     | 2     | 24 aprile 2007    | 61     | Parigi                                | House show                    | Melina ottenne un rematch subito dopo poiché Mickie James aveva schienato Victoria (che non era la campionessa). |       |
| 50                            | Candice Michelle           | 1     | 24 giugno 2007    | 105    | Houston, Texas                        | Vengeance: Night of Champions | |       |
| 51                            | Beth Phoenix               | 1     | 7 ottobre 2007    | 190    | Rosemont, Illinois                    | No Mercy                      | |       |
| 52                            | Mickie James               | 4     | 14 aprile 2008    | 125    | Londra                                | Raw                           | |       |
| 53                            | Beth Phoenix               | 2     | 17 agosto 2008    | 161    | Indianapolis, Indiana                 | SummerSlam                    | In un Winners Takes All Mixed Tag Team match con in palio anche il WWE Intercontinental Championship di Kofi Kingston. Beth e Santino Marella vinsero i rispettivi titoli. |       |
| 54                            | Melina                     | 3     | 25 gennaio 2009   | 154    | Detroit, Michigan                     | Royal Rumble                  | Il 13 aprile 2009 il titolo divenne un'esclusiva di SmackDown. |       |
| 55                            | Michelle McCool            | 1     | 28 giugno 2009    | 217    | Sacramento, California                | The Bash                      | |       |
| 56                            | Mickie James               | 5     | 31 gennaio 2010   | 23     | Atlanta, Georgia                      | Royal Rumble                  | |       |
| 57                            | Michelle McCool            | 2     | 23 febbraio 2010  | 61     | Milwaukee, Wisconsin                  | SmackDown                     | Vickie Guerrero era l'arbitro speciale. In onda il 26 febbraio 2010. |       |
| 58                            | Beth Phoenix               | 3     | 25 aprile 2010    | 16     | Baltimora, Maryland                   | Extreme Rules                 | In un Extreme Makeover match. |       |
| 59                            | Layla                      | 1     | 11 maggio 2010    | 131    | Buffalo, New York                     | SmackDown                     | In un 2-on-1 Texas Tornado Handicap match nel quale Michelle McCool era in coppia con Layla, con quest'ultima che schienò la Phoenix vincendo il titolo. In onda il 14 maggio 2010. La McCool non venne considerata ufficialmente co-campionessa durante questo regno, ma difese il titolo in diverse occasioni al posto di Layla.                                                 |       |
| —                             | Unificato                  | —     | 19 settembre 2010 | —      | Rosemont, Illinois                    | Night of Champions            | Ritirato dopo che Michelle McCool, che era non ufficialmente co-campionessa con Layla, unificò il titolo con il WWE Divas Championship dopo aver sconfitto Melina. |       |